# 豎穴式石室
豎穴式石室（日语：／ Tateanashiki sekishitsu */?），又稱縱穴式石室，是日本古墳時代前期至中期的一種石室，為古墳最原始的墓室形態，有別於橫穴式石室可供合葬的形式，豎穴式石室是採用了單獨葬形式，而豎穴式石室一般出現於前方後圓墳，入葬者也以大和王權的首長為主。日本最大的豎穴式石室是位於長野縣千曲市的森將軍塚古墳，長7.6米，寬兩米，高2.3米。

## 歷史
- 上方
- 內部

有別於預先規劃的橫穴式石室，豎穴式石室是一種自然形成的墓室形態，早期的豎穴式石室是指在古墳底部中央部分興建的長方型坑洞內鋪上粘土，並且放置長型的大規模割竹形木棺，四周的牆壁則以扁平的石塊堆砌而成，這種做法有助防止石室崩塌，上方部分則蓋上天井石以及粘土，也有直接使用泥土的例子，只用粘土覆蓋棺木的方式則稱作粘土槨。由於割竹形木棺相對地狹長，因此長度大多介乎於6至8米，寬度和高度則是1米左右。其後在古墳時代前期後半，也有豎穴式石室開始收納石棺，另外不少豎穴式石室在墓坑部分也設有延伸至墳丘外的溝渠。中期的豎穴式石室則以長持形石棺和組合式木棺為主，長3至6米，寬兩米左右，部分石室亦塗上了紅色的顏料。豎穴式石室一般大多建於古墳時代前期和中期，後期幾乎沒有，不過就關東地方來說則僅建於中期以後，形態亦由先安置棺木演變成先建造石室，因此相對地較寬敞，這種改變被認為是可能受到了朝鮮半島南部伽倻地方的豎穴式石室的影響。